# Naturschutzgebiet Forst Bredelar / Obermarsberger Wald
Das Naturschutzgebiet Forst Bredelar / Obermarsberger Wald mit einer Größe von 480,19 ha liegt westlich von Marsberg im Hochsauerlandkreis. Es wurde 2008 mit dem Landschaftsplan Marsberg als Naturschutzgebiet (NSG) ausgewiesen. Das NSG stellt seit 2004 eine Teilfläche des Fauna-Flora-Habitat-Gebietes (FFH) Bredelar, Stadtwald Marsberg und Fürstenberger Wald (Natura 2000-Nr. DE-4519-306) im Europäischen Schutzgebietssystem nach Natura 2000 mit 2.655 ha Größe dar. westlich schließt sich im Stadtgebiet Marsberg direkt das Naturschutzgebiet Forst Bredelar an, welches ebenfalls zum FFH-Gebiet Bredelar, Stadtwald Marsberg und Fürstenberger Wald gehört. Das NSG gehört seit 2023 zum Vogelschutzgebiet Diemel- und Hoppecketal mit angrenzenden Wäldern.

## Beschreibung
Das NSG umfasst ein Waldgebiet. Im Wald finden sich Rotbuchenwald, Eichen-Buchenwälder, Erlenwälder und Bereiche mit Nadelholz.